# Vandelophiloscia pfaui
Vandelophiloscia pfaui är en kräftdjursart som beskrevs av Helmut Schmalfuss och Franco Ferrara 1978. Vandelophiloscia pfaui ingår i släktet Vandelophiloscia och familjen Philosciidae. Inga underarter finns listade i Catalogue of Life.